# 사토루 기쿠가와
사토루 기쿠가와(1965년 4월~)는 인터넷 비즈니스 기업인 Gala Inc.의 CEO를 맡고 있는 일본인 기업가이다.
Gala Inc.는 전 세계 사람들이 함께하는 곳을 만들겠다는 것을 목표로 사토루 기쿠가와가 1993년 9월에 설립한 IT 회사이다. 게이오 대학에 재학하던 시절 워낙 사람들과 어울리는 것을 좋아하던 사토루 기쿠가와회장이 롯폰기에 위치한 클럽을 빌려서 자주 파티를 열곤 했는데 그 파티의 이름인 "갈라"에서 유래하였다. 90년대 초반 인터넷의 발달을 지켜보던 사토루 기쿠가와 회장은 대학 시절의 파티에 영감을 받아 온라인으로 전 세계의 사람들을 함께 만들어 보자는 목표로 Gala Inc.를 설립하였으며, 현재 Gala Inc.는 GALA Group의 본사 역할을 담당하고 있으며 사토루 기쿠가와는 Gala Inc.와 GALA Group의 CEO를 맡고 있다.

## 신상 정보

### 약력
- 1988년 - 게이오 대학 경제학부 졸업 후 일본의 광고회사인 하쿠호도에 입사.[1]
- 1993년 - Gala Inc. 설립 후 CEO로 부임.[2]
- 1994년 - Victor Entertainment Copyright School의 교육과정 수료.[3]
- 1996년 - 게이오 대학 비즈니스 스쿨에서 최고 경영자 과정 수료.[4]
- 2000년 - Gala Inc. JASDAQ에 상장.[5]
- 2007년 - 스탠퍼드 대학교 비즈니스 스쿨에서 최고 경영자 과정 수료.[6]

## 특허
사토루 기쿠가와는 커뮤니티 게시판 서비스와 메일 시스템에 관련해 각국에 다양한 특허를 보유하고 있다.

## 수상내역
사토루 기쿠가와는 Ernst & Young에서 선정하는 2010년 일본의 젊은 기업가상 최종후보에 등재.

## 저술
2003년 사토루 기쿠가와는 온라인 커뮤니티가 사업에 미치는 영향에 관한 책을 공동 집필했다.
- 《オンライン・コミュニティがビジネスを変える (온라인 커뮤니티가 비즈니스를 변경시킬 것이다.)》. Tokyo: NTT Publishing Co., Ltd. 2003년 6월. ISBN 4-7571-2114-8.

## 개인사
도쿄에서 태어난 사토루 기쿠가와는 도쿄도에 위치한 미나토구에서 가족과 함께 살았으며, 그의 취미는 화석 수집과 항해이다.
또한 사토루 기쿠가와의 가족중에는 눈에 띄는 사람이 많다.
- 쌍둥이 동생인 타다시 기쿠가와(菊川 匡)는 도쿄에 위치한 고대 이집트 미술관의 설립자이다.[10]
- 삼촌인 사토시 이타가키는 글로벌 경제 컨설턴트로 활동중이다.
- 할아버지인 요이치 이타가키는 정치학자로 히토츠바시 대학의 명예교수를 역임.
- 증조부인 쵸우죠 유리타니는 1910년대 초반에 중국 북동쪽 도시인 다롄에 유리타니 쵸우죠 상회를 설립해 일본, 중국 간의 콩 무역을 진행했으며, 다롄 상공회의소 의장을 역임.